# Naunet
Naunet ist die altägyptische Göttin des vorzeitlichen Meeres der Unterwelt und gehörte zu der Achtheit von Hermopolis. Sie ist die Ehefrau des Nun. Im Alten Reich gehörte sie zu den vier Gottheiten, die von den beiden großen Göttern auf die nördliche Seite des verstorbenen Königs (Pharao) gesetzt wurde; ihr Gemahl Nun saß ihr gegenüber auf der südlichen Seite. Vom anderen Götterpaar war Schu für die östliche und Tefnut für die westliche Region zuständig.  
Naunet wird in den Pyramidentexten mit dem Determinativ des unterirdischen Bereiches dargestellt und als Quelle aller irdischen Gewässer verstanden, die gemeinsam mit den Himmelsgewässern des Nun eine Einheit herstellt. Damit symbolisiert Naunet auch die jährliche Nilschwemme, die neues Leben hervorbringt.